# Zbiornik Topola
Zbiornik Topola – zbiornik zaporowy, zbiornik retencyjny wybudowany w latach 1995 – 2003 na rzece Nysa Kłodzka, tuż powyżej miasta Paczków, wody rzeki piętrzy zapora ziemna. Przy maksymalnym piętrzeniu (7,8 m) zbiornik ma powierzchnię 3,4 km² i pojemność 21,68 miliona m³. Wody zbiornika zasilają elektrownię wodną o mocy 1,56 MW (3 hydrogeneratory po 514,2 kW).

## Położenie
Zbiornik położony jest w województwie dolnośląskim powiecie ząbkowickim gminie Kamieniec Ząbkowicki poniżej miejscowości Topola, powstał ze spiętrzenia wód rzeki Nysa Kłodzka i zalania wyrobisk żwirowni. Ze zbiornika w dalszym ciągu wybierany jest żwir, co systematycznie powiększa pojemność akwenu.
Zbiornik wraz z położonym bezpośrednio poniżej niego zbiornikiem Kozielno, tworzy Zalew Paczkowski.

## Turystyka
Na zbiorniku uprawia się wędkarstwo metodą gruntowo-spławikową; występują tutaj brzany pospolite, klenie, świnki pospolite, jelce pospolite oraz pstrągi i lipienie pospolite. Na zbiorniku organizuje się wiele corocznych konkursów wędkarskich.

## Historia
Realizację Zbiornika Topola rozpoczęto w 1986 roku. Po powodzi tysiąclecia budowa zbiorników stała się elementem Narodowego Programu Odbudowy i Modernizacji jako priorytetowe zadania resortu środowiska w zakresie budowy zabezpieczenia przeciwpowodziowego. Razem ze zbiornikami Jezioro Nyskie i Jezioro Otmuchowskie tworzą zespół zbiorników wielozadaniowych wchodzących w skład systemu ochrony powodziowej doliny Odry. Ostatnim elementem zespołu ma być zbiornik Kamieniec.  

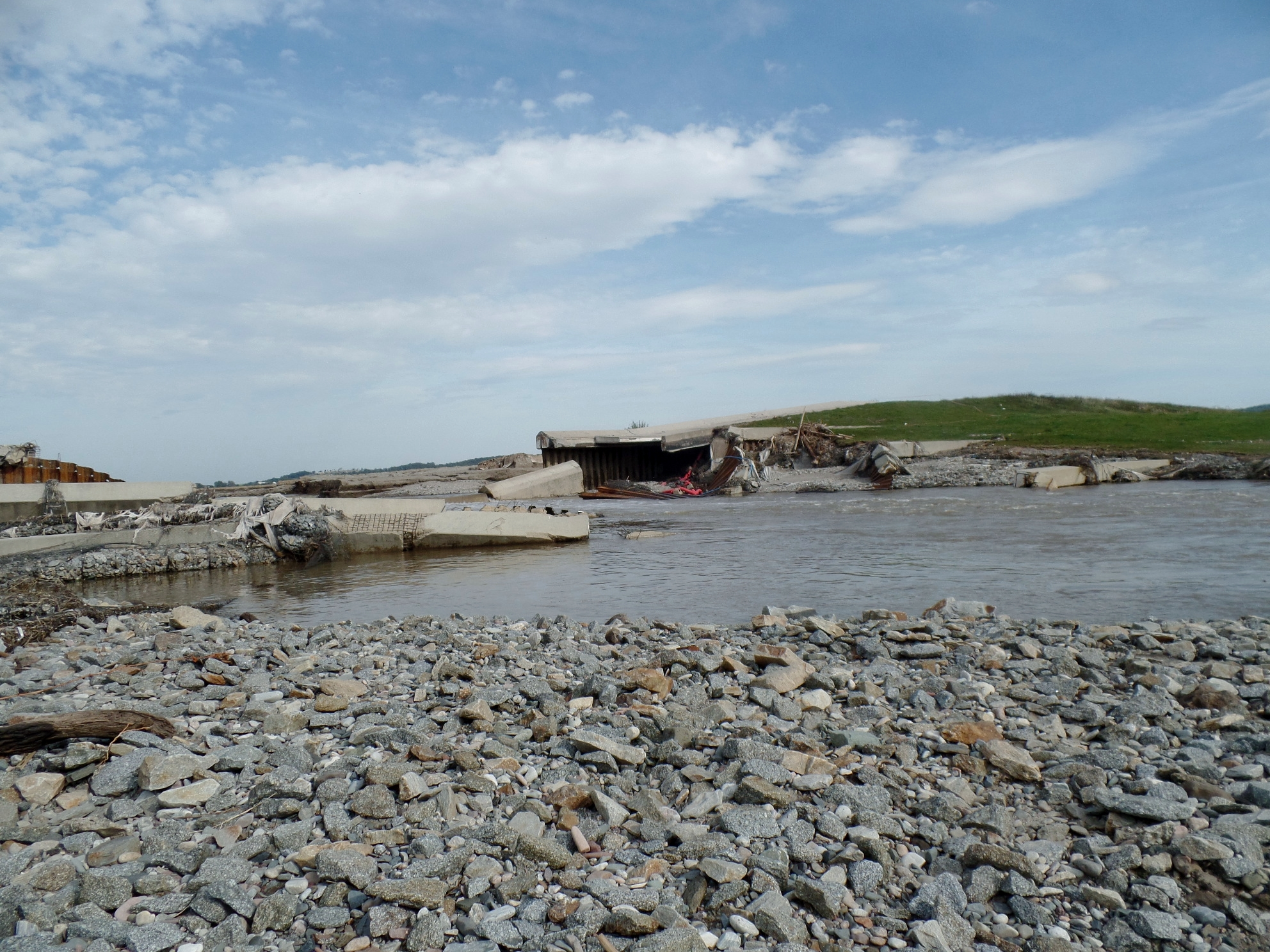
Zniszczony przelew powierzchniowy zbiornika przez powódź w 2024 r.

Budowa zbiorników finansowana była ze środków budżetu Polski, a po powodzi tysiąclecia także ze środków Banku Rozwoju Rady Europy. Oddanie do eksploatacji odbyło się 6 grudnia 2002 roku.
Podczas powodzi 2024 zbiornik zapełnił się, 16 września 2024 około godz. 11 w wyniku przepływu dużej ilości wody przez przelew powierzchniowy został on podmyty, a jego części betonowe zawaliły się. Przelewająca się woda przepłynęła przez Zbiornik Kozielno, zalała niżej położone części Paczkowa, Jezioro Otmuchowskie i Nyskie spłaszczyły falę i nie wywołała ona dalszych zniszczeń.  